# Warcisław (książę obodrzycki)
Warcisław (ur. ok. 1120, zm. 1164) – książę Obodrzytów, syn Niklota.
Po śmierci ojca w 1160 roku objął wraz z bratem Przybysławem panowanie w części dawnego księstwa obodrzyckiego z ośrodkiem w Werle, jako lennik Henryka Lwa. W 1163 roku Henryk najechał ziemie obodrzyckie pod pretekstem uprzedzenia rzekomych przygotowań wojennych i obległ Warcisława w grodzie Werle. Pozbawiony wsparcia książę poddał się i został uwięziony w Brunszwiku.
W roku 1164 Henryk Lew zawiązał koalicję z margrabią brandenburskim Albrechtem Niedźwiedziem i królem duńskim Waldemarem, rozpoczynając wielką kampanię wojenną przeciwko Przybysławowi. Rozkazał wówczas przewieźć więzionego Warcisława do Malechowa, gdzie został powieszony.